# Georges Ulmo
David Georges Ulmo, né le 27 octobre 1867 à Besançon (Doubs), et mort le 11 janvier 1954 dans le 16e arrondissement de Paris, est un industriel et homme politique français.

## Biographie
Ingénieur civil diplômé de l'École centrale Paris, il devient maître de forges à la tête des usines métallurgiques et mécaniques de Doulaincourt et Rimaucourt. Notable influent cumulant de nombreuses responsabilités associatives locales, il est maire de Doulaincourt de 1895 à 1901 puis de 1908 à 1935. Il occupe également les fonctions de juge de paix suppléant.
Conseiller général du canton d'Andelot-Blancheville, en Haute-Marne de 1904 à la Seconde Guerre mondiale, Georges Ulmo devient vice-président l'assemblée départementale en 1920, et en détient la présidence à partir de 1927. Il exerce le mandat de sénateur de la Haute-Marne à partir de 1932.  En 1941, il est déchu de ses mandats à la suite de l'adoption du statut des Juifs. Il quitte alors définitivement la vie politique.
Durant la Seconde Guerre mondiale, l'industriel soustrait ses ouvriers au Service du travail obligatoire en les cachant dans la forêt de Rimaucourt.
Chevalier de la Légion d'honneur depuis 1924, il est promu officier du même ordre en 1951. Le préfet de la Haute-Marne avait fortement argumenté en faveur de cet avancement, en soulignant les mérites de cette « personnalité locale qui a toujours été un exemple de sincérité politique en même temps que de fidélité républicaine ». Le sénateur Ulmo était par ailleurs officier d'Académie et officier de l'Instruction publique.

## Sources
- Ressources relatives à la vie publique :   - base Léonore
  - Sénat
- Dossier de Légion d'honneur de Georges Ulmo.
- « Georges Ulmo », dans le Dictionnaire des parlementaires français (1889-1940), sous la direction de Jean Jolly, PUF, 1960 [détail de l’édition].